# Вулиця Ластів'яча
Ву́лиця Ластів'яча — вулиця у Залізничному районі міста Львова, в місцевості Сигнівка. Починається від вулиці Петлюри та прямує углиб забудови між вулицями Любінською і Насінною та завершується глухим кутом. Паралельна до вулиці Любінської.

## Історія
Виникла у першій третині XX століття у складі передміського селища Сигнівка. Після входження селища до меж міста 11 квітня 1930 року, вулиці колишнього села були перейменовані або ж новоутвореним вулицям надавалися певні назви. Так, ще до 1934 року вулиця мала назву Урбановича. 1934 року перейменована на вулицю Яскульчу. Сучасна назва вулиця Ластів'яча, походить з 1946 року.

## Забудова
Забудова вулиці Ластів'ячої — одноповерховий польський конструктивізм 1930-х років.